# Textredigerare (OS X)
Textredigerare är en textredigerare från Apple som ingår i Mac OS. Programmet används för att öppna och spara textdokument skrivna i bland andra filformaten HTML, Microsoft Word, ren txt-fil, Opendocument och Rich Text Format. Textredigerare ersatte Apples tidigare textredigerare SimpleText.
Senaste version (2022) är 1.18.